# Jagielno (przystanek kolejowy)
Jagielno – nieistniejący już przystanek kolejowy na zlikwidowanej linii kolejowej nr 313 Otmuchów – Przeworno, w miejscowości Jagielno, w województwie dolnośląskim, w powiecie strzelińskim, w gminie Przeworno, w Polsce.
| Jagielno                                      |  |                           |
| Linia nr 313 Otmuchów – Przeworno (24,238 km) |  |                           |
| Szklary Grodkowskieodległość: 4,231 km        |  | Sarby odległość: 3,092 km |